# بوسنالیجک
بوسنالیجک (انگلیسی: Bosnalijek) شرکت داروسازی در بوسنی و هرزگوین است، که در سال ۱۹۵۱ تأسیس شد.